# Rudolf Richter (Elektrotechniker)
Rudolf Ernst Ferdinand Richter (* 15. Juni 1877 in Fürstenwalde/Spree; † 6. November 1957) war ein deutscher Ingenieur der Elektrotechnik und Hochschullehrer.

## Leben
Richter studierte an der Technischen Hochschule (Berlin-)Charlottenburg und an der Friedrich-Wilhelms-Universität Berlin. Nach Abschluss war er ab 1900 als Ingenieur für Siemens & Halske in Wien und ab 1902 für die Siemens-Schuckertwerke in Berlin tätig. Ab 1908 war er technischer Leiter der Bahnabteilung der Maffei-Schwartzkopffwerke AG in Berlin.
1912 folgte er einem Ruf auf den Lehrstuhl für Elektrotechnik an der Technischen Hochschule Karlsruhe und war zugleich Direktor des Elektrotechnischen Instituts der Hochschule. 1947 wurde er emeritiert.

## Erfindungen
Richter ist Erfinder eines Eisenprüfapparats für ganze Blechtafeln (1902), eines Wechselstrom-Reihenschlussmotors mit phasenverschobenem Wendefeld (1904), eines Drehstrom-Motors für kleinen Anlaufstrom (1924) und weiterer elektrischer Maschinen. Außerdem ist er Verfasser eines fünfbändigen Standardwerks über den gesamten Elektromaschinenbau einschließlich der Transformatoren.

## Ehrungen
- 1952: Steckkreuz des Verdienstordens der Bundesrepublik Deutschland
- Ehrendoktorwürde der Technischen Hochschule Darmstadt[1]
- Ehrendoktorwürde der Technischen Hochschule Karlsruhe
- Ehrenmitglied im Verband Deutscher Elektrotechniker